# Conservatoire Giovanni Battista Martini
Le conservatoire Giovanni Battista Martini (jusqu'en 1945 Liceo musicale) est un institut supérieur d'études musicales fondé à Bologne le 3 décembre 1804. Il porte le nom de Giovanni Battista Martini et est une institution proposant une formation musicale de haut niveau.

## Historique
Planifié en 1802, le Liceo musicale ouvre ses portes en décembre 1804 avec six enseignants, dont le compositeur Stanislao Mattei. En 1839, un nouveau règlement augmente le nombre de matières enseignées (elles passent de neuf à douze), impose aux enseignants de vivre à Bologne, et crée le poste de consultant honoraire perpétuel. Gioachino Rossini, lui-même ancien élève du Liceo, est nommé à ce poste et sa réputation augmente le prestige de l’institution. Luigi Mancinelli (1881-1886), Giuseppe Martucci (1886-1902), puis Marco Enrico Bossi (1902-1911) lui succèdent.
Au XXe siècle, sous la direction de Cesare Nordio, le Liceo musicale devient conservatoire royal de musique Regio Conservatorio di musica en 1942, puis École supérieure de musique à la création de la République italienne.

## Directeurs
De 1945 à aujourd'hui le conservatoire a eu comme directeurs : Guido Spagnoli (it) qui a eu l'honneur et la charge de rouvrir l'Institut le 6 juin 1945, Guido Guerrini, Lino Liviabella, Adone Zecchi, Giordano Noferini, Lidia Proietti (it), Carmine Carrisi, Donatella Pieri, Vincenzo De Felice, Aurelio Zarrelli, Jadranka Bentini.

## Élèves célèbres
- Marietta Alboni[3],[4]
- Alice Barbi[5],[6]
- Gianni Bedori (en)
- Chiara Benati (en)[7]
- Giacomo Benvenuti[8],[9]
- Marco Enrico Bossi[10],[11]
- Claudio Brizi (en)
- Piero Buscaroli (en)[12],[13]
- Luciano Chessa (en)
- Giuliano Ciannella (en)[14]
- Ettore Campogalliani (en)
- Giulio Confalonieri (en)[15]
- Franco Donatoni[16],[17]
- Gaetano Donizetti[18]
- Enrico Elisi (en)
- Mafalda Favero (en)[19],[20]
- Franco Ferrara[21],[22]
- Rodolfo Ferrari[23]
- Carlo Forlivesi (en)
- Gaetano Gaspari (en)[24]
- Giorgio Federico Ghedini[25]
- Júlíus Vífill Ingvarsson (en)
- Gian Francesco Malipiero[26],[27]
- Gianfranco Masini (en)[28]
- Giacomo Orefice[29],[30]
- Luigi Piazza (en)[31]
- Ciro Pinsuti[32],[33]
- Ezio Pinza[34]
- Claudia Pinza Bozzolla (en)[35]
- Manuel Ponce[36]
- Ottorino Respighi[37]
- Andrea Roncato
- Gioachino Rossini[38],[39]
- Albert Spalding[40]
- Enea Scala
- Riccardo Stracciari[41],[42]
- Giovanni Tadolini[43],[44]
- Luigi Ferdinando Tagliavini[45],[46]
- Fabio Vacchi
- Celso Valli (en)[47]
- Franco Venturini (en)[48],[49]
- Corrado Zambelli (en)[50]
- Fio Zanotti (en)[51]

## Liens connexes
- Accademia Filarmonica di Bologna
- Musée international et bibliothèque de la Musique (Bologne)